# Rho del Bover
Rho del Bover (ρ Bootis) és un estel en la constel·lació del Bover de magnitud aparent +3,57. Forma una doble òptica amb σ Bootis, i la separació entre ambdós és de 52 minuts d'arc. En realitat no formen un veritable sistema binari, doncs mentre Rho Bootis es troba a 149 anys llum del sistema solar, σ Bootis es troba a un terç d'aquesta distància.
Rho del Bover és un gegant taronja de tipus espectral K3III amb una temperatura efectiva de 4400 K. La seva lluminositat és 112 vegades major que la del Sol, amb un diàmetre, obtingut a partir de la mesura del seu diàmetre angular, 18,6 vegades major que el solar. La seva velocitat de rotació és molt baixa, 1,3 km/s, donant lloc a un llarg període de rotació de 1,89 anys com a màxim, i aquests valors són límit, ja que es desconeix la inclinació del seu eix de rotaciórespecte a nosaltres. Es pensa que és un estel gegant la lluentor del qual està augmentant per segona vegada amb un nucli inert de carboni i oxigen.
Un company visual a 42 segons d'arc i magnitud 12 és un estel en la mateixa línia de visió, sense una relació física real amb Rho Bootis.

## Denominació tradicional
En la tradició astronòmica xinesa, 梗河 (Gěng Hé), és la constel·lació de la llança celestial i que agrupa a un asterísmo format pels estels centrals de la figura del bover: ρ Bootis, ε Bootis i σ Bootis. En conseqüència, ρ Bootis és denominada com el tercer estel de la llança celestial:梗河三 (Gěng Hé sān)